# Берггрен, Свен
Свен Берггрен (швед. Sven Berggren, 1837—1917) — шведский ботаник.

## Биография
Свен Берггрен родился 12 августа 1837 года в Швеции. В 1880 году он был избран в Шведскую королевскую академию наук. В 1883 году Берггрен стал профессором Лундского университета, а затем профессором Уппсальского университета.
Свен Берггрен ездил на экспедиции на Шпицберген в 1868 году, в Гренландию в 1870, в Новую Зеландию, Австралию, Калифорнию и на Гавайи в 1873.
Образцы, собранные Берггреном, хранятся в Лундском университете.

## Некоторые виды растений, названные в честь С. Берггрена
- Carex berggrenii Petrie, 1886